# France Popit

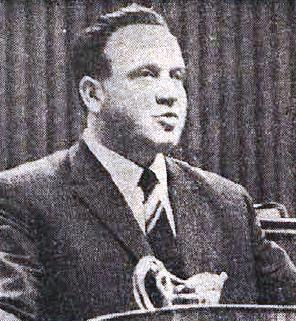
France Popit (1969)

France Popit, auch Franc Popit (* 3. August 1921 in Vrhnika, Krain, Slowenien; † 25. Januar 2013) war ein jugoslawischer Partisan und Politiker des Bundes der Kommunisten Jugoslawiens (BdKJ), der zwischen 1969 und 1982 Sekretär des Zentralkomitees des Bundes der Kommunisten Sloweniens sowie von 1984 bis 1988 Präsident des Präsidiums der Sozialistischen Republik Slowenien war.

## Leben
Popit trat bereits während des Besuchs eines Gymnasiums 1940 der Kommunistischen Partei Jugoslawiens bei und engagierte sich im Zweiten Weltkrieg in der Kommunistischen Partei Sloweniens. Daneben gehörte er unter dem Decknamen „Jokl“ nach der Besetzung Jugoslawiens durch die deutsche Wehrmacht im April 1941 zur Partisanenbewegung von Josip Broz Tito. Nach der Gründung des Demokratischen Föderativen Jugoslawiens am 7. März 1945 übernahm er verschiedene Funktionen innerhalb der Kommunistischen Partei Sloweniens und im daraus 1952 hervorgegangenen Bund der Kommunisten Sloweniens und war als Nachfolger von Stane Kavčič zwischen 1963 und 1966 Präsident des Slowenischen Gewerkschaftsbundes ZSS (Zveze Sindikatov Slovenije). Am 16. Juni 1966 wurde er vom Exekutivbüro des ZK des BdKJ zum Mitglied einer Sonderkommission unter dem Vorsitz von Krste Crvenkovski berufen, der des Weiteren Blažo Jovanović, Đuro Pucar, Dobrivoje Radosavljević und Miko Tripalo angehörten. Die Sonderkommission war damit vertrat, ein Anklageverfahren gegen den langjährigen Spitzenfunktionär Aleksandar Ranković vorzubereiten. Aufgrund des ihm vorgeworfenen wiederholten Machtmissbrauchs wurde Ranković 1966 aller seiner Ämter enthoben und aus der Partei ausgeschlossen.
Im März 1969 wurde Popit, ein Günstling von Josip Broz Tito und loyalistischer Anhänger von dessen Titoismus, Nachfolger von Albert Jakopič als Sekretär des Zentralkomitees des Bundes der Kommunisten Sloweniens und bekleidete dieses Amt als Parteiführer bis zu seiner Ablösung durch Andrej Marinc im April 1982. Zugleich wurde er auf dem IX. Parteikongress (11. bis 16. März 1969) erstmals zum Mitglied des Präsidiums des ZK des Bundes der Kommunisten Jugoslawiens (BdKJ) gewählt und in dieser Funktion auf dem X. Parteikongress (27. bis 30. Mai 1974) sowie dem XI. Parteikongress (20. bis 23. Juni 1978) wiedergewählt. Popit gehörten Ende der 1960er und Anfang der 1970er Jahre neben Edvard Kardelj, Stane Dolanc, Sergej Kraigher und Stane Kavčič zu den führenden kommunistischen Funktionären Sloweniens. Er trug am 27. November 1972 zusammen mit Tito und Edvard Kardelj zum Sturz des Vorsitzenden des Exekutivrates Sloweniens (Ministerpräsident) Stane Kavčič bei, wobei Kardelj eher das nationale Moment und Popit wohl eher den Liberalismus von Kavčič im Auge hatte.
Am 7. Mai 1984 löste er Viktor Avbelj als Präsident des Präsidiums der Sozialistischen Republik Slowenien ab und bekleidete das Amt des Staatspräsidenten in dieser Teilrepublik der Sozialistischen Föderativen Republik Jugoslawien (SFRJ) bis 6. Mai 1988, woraufhin Janez Stanovnik seine Nachfolge antrat. In dieser Funktion führte er am 5. Juni 1985 Gespräche mit dem deutschen Bundeskanzler Helmut Kohl in Ljubljana. Er war 1986 zugleich Vorsitzender der ZK-Kommission für totale nationale Verteidigung und sozialem Selbstschutz. Im September 1989 sprach er sich gegen die „antisozialistischen“ Tendenzen des damaligen Sekretärs der slowenischen Kommunisten Milan Kučan aus.

## Veröffentlichungen
- Okrajna konferenca Socialistične zveze v Kranju: zaključki konference (Regionalkonferenz der Sozialistischen Allianz in Kranj: Schlussfolgerungen der Konferenz), 1953
- Planiranje u uslovima ostvarivanja ustavnih promena u Jugoslaviji (Planung unter den Bedingungen der Verfassungsänderungen in Jugoslawien), 1975